# Liste der Länderspiele der tuvaluischen Fußballauswahl

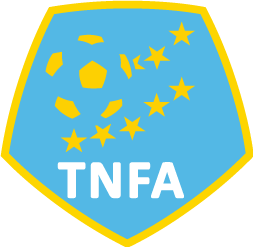
Logo der TNFA

Diese Liste enthält alle Länderspiele der tuvaluischen Fußballauswahl der Männer seit der Gründung des Fußballverbandes von Tuvalu, der Tuvalu National Football Association (TNFA) im Jahr 1979.

## Länderspiele

### 1970 bis 1979
| Nr. | Datum         | Erg.                  | Gegner        | H/A/* | Austragungsort                   | Anlass                                                | Bemerkung                                                           |
| --- | ------------- | --------------------- | ------------- | ----- | -------------------------------- | ----------------------------------------------------- | ------------------------------------------------------------------- |
| 01  | 30. Aug. 1979 | 0:18                  | Tahiti        | *     | Suva (FIJ), Buckhurst Park       | Südpazifikspiele 1979 Gruppenphase                    | Erste Niederlage Höchste Niederlage Erstes Länderspiel gegen Tahiti |
| 02  | 1. Sep. 1979  | 5:03                  | Tonga         | *     | Nausori (FIJ), Ratu Cakobau Park | Südpazifikspiele 1979 Gruppenphase                    | Erster Sieg Erstes Länderspiel gegen Tonga                          |
| 03  | 3. Sep. 1979  | 0:11                  | Neukaledonien | *     | ? (FIJ)                          | Südpazifikspiele 1979 Viertelfinale                   | Erstes Länderspiel gegen Neukaledonien                              |
| 04  | 4. Sep. 1979  | 3:03 n. V. 4:02 i. E. | Kiribati      | *     | Nausori (FIJ), Ratu Cakobau Park | Südpazifikspiele 1979 Platzierungsrunde Viertelfinale | Erstes Länderspiel gegen Kiribati                                   |
| 05  | 5. Sep. 1979  | 2:07                  | Guam          | *     | Nausori (FIJ), Ratu Cakobau Park | Südpazifikspiele 1979 Platzierungsrunde Halbfinale    | Erstes Länderspiel gegen Guam                                       |

### 2000 bis 2009
| Nr. | Datum         | Erg. | Gegner        | H/A/* | Austragungsort                                    | Anlass                             | Bemerkung                               |
| --- | ------------- | ---- | ------------- | ----- | ------------------------------------------------- | ---------------------------------- | --------------------------------------- |
| 06  | 1. Mai 2003   | 0:09 | Fidschi       | A     | ? (FIJ)                                           | Freundschaftsspiel                 | Erstes Länderspiel gegen Fidschi        |
| 07  | 30. Juni 2003 | 3:02 | Kiribati      | *     | Suva (FIJ), National Stadium                      | Südpazifikspiele 2003 Gruppenphase |                                         |
| 08  | 1. Juli 2003  | 0:04 | Fidschi       | A     | Suva (FIJ), National Stadium                      | Südpazifikspiele 2003 Gruppenphase |                                         |
| 09  | 3. Juli 2003  | 0:01 | Vanuatu       | *     | Suva (FIJ), National Stadium                      | Südpazifikspiele 2003 Gruppenphase | Erstes Länderspiel gegen Vanuatu        |
| 10  | 5. Juli 2003  | 0:04 | Salomonen     | *     | Nausori (FIJ), Ratu Cakobau Park                  | Südpazifikspiele 2003 Gruppenphase | Erstes Länderspiel gegen die Salomonen  |
| 11  | 25. Aug. 2007 | 0:16 | Fidschi       | *     | Apia (SAM), Toleafoa J. S. Blatter Soccer Stadium | Südpazifikspiele 2007 Gruppenphase |                                         |
| 12  | 27. Aug. 2007 | 0:01 | Neukaledonien | *     | Apia (SAM), Toleafoa J. S. Blatter Soccer Stadium | Südpazifikspiele 2007 Gruppenphase |                                         |
| 13  | 29. Aug. 2007 | 1:01 | Tahiti        | *     | Apia (SAM), Toleafoa J. S. Blatter Soccer Stadium | Südpazifikspiele 2007 Gruppenphase |                                         |
| 14  | 1. Sep. 2007  | 1:04 | Cookinseln    | *     | Apia (SAM), Toleafoa J. S. Blatter Soccer Stadium | Südpazifikspiele 2007 Gruppenphase | Erstes Länderspiel gegen die Cookinseln |

### 2010 bis 2019
| Nr.                 | Datum         | Erg. | Gegner                       | H/A/* | Austragungsort                               | Anlass                                                               | Bemerkung                                                  |
| ------------------- | ------------- | ---- | ---------------------------- | ----- | -------------------------------------------- | -------------------------------------------------------------------- | ---------------------------------------------------------- |
| 15                  | 22. Aug. 2011 | 3:0  | Samoa                        | *     | ? (FIJ)                                      | Freundschaftsspiel                                                   | Erstes Länderspiel gegen Samoa                             |
| 16                  | 27. Aug. 2011 | 4:0  | Amerikanisch-Samoa           | *     | Nouméa (NCL), Stade Rivière Salée            | Pazifikspiele 2011 Gruppenphase                                      | Erstes Länderspiel gegen Amerikanisch-Samoa                |
| 17                  | 30. Aug. 2011 | 1:05 | Vanuatu                      | *     | Nouméa (NCL), Stade Rivière Salée            | Pazifikspiele 2011 Gruppenphase                                      |                                                            |
| 18                  | 1. Sep. 2011  | 0:08 | Neukaledonien                | A     | Nouméa (NCL), Stade Rivière Salée            | Pazifikspiele 2011 Gruppenphase                                      |                                                            |
| 19                  | 3. Sep. 2011  | 1:06 | Salomonen                    | *     | Nouméa (NCL), Stade Rivière Salée            | Pazifikspiele 2011 Gruppenphase                                      |                                                            |
| 20                  | 5. Sep. 2011  | 1:01 | Guam                         | *     | Nouméa (NCL), Stade Rivière Salée            | Pazifikspiele 2011 Gruppenphase                                      |                                                            |
| 21                  | 2. Dez. 2017  | 0:08 | Fidschi                      | *     | Port Vila (VAN), Port Vila Municipal Stadium | Pazifik-Minispiele 2017 Gruppenphase                                 |                                                            |
| 22                  | 5. Dez. 2017  | 2:01 | Neukaledonien                | *     | Port Vila (VAN), Korman Stadium              | Pazifik-Minispiele 2017 Gruppenphase                                 |                                                            |
| 23                  | 9. Dez. 2017  | 0:06 | Salomonen                    | *     | Port Vila (VAN), Port Vila Municipal Stadium | Pazifik-Minispiele 2017 Gruppenphase                                 |                                                            |
| 24                  | 12. Dez. 2017 | 0:10 | Vanuatu                      | A     | Port Vila (VAN), Port Vila Municipal Stadium | Pazifik-Minispiele 2017 Gruppenphase                                 |                                                            |
| 25                  | 15. Dez. 2017 | 4:03 | Tonga                        | *     | Port Vila (VAN), Port Vila Municipal Stadium | Pazifik-Minispiele 2017 Gruppenphase                                 |                                                            |
| 26                  | 31. Mai 2018  | 0:04 | Szeklerland                  | *     | London (ENG), Coles Park Stadium             | CONIFA-Weltfußballmeisterschaft 2018 Gruppenphase                    | Erstes Länderspiel gegen das Szeklerland                   |
| 27                  | 2. Juni 2018  | 0:08 | Padanien                     | *     | London (ENG), Coles Park Stadium             | CONIFA-Weltfußballmeisterschaft 2018 Gruppenphase                    | Erstes Länderspiel gegen Padanien                          |
| 28                  | 3. Juni 2018  | 1:03 | Matabeleland                 | *     | London (ENG), Coles Park Stadium             | CONIFA-Weltfußballmeisterschaft 2018 Gruppenphase                    | Erstes Länderspiel gegen Matabeleland                      |
| 29                  | 5. Juni 2018  | 0:05 | Vereinigte Koreaner in Japan | *     | Bracknell Forest (ENG), Larges Lane          | CONIFA-Weltfußballmeisterschaft 2018 Platzierungsrunde Viertelfinale | Erstes Länderspiel gegen die vereinigten Koreaner in Japan |
| 30                  | 7. Juni 2018  | 3:04 | Tamil Eelam                  | *     | London (ENG), Gander Green Lane              | CONIFA-Weltfußballmeisterschaft 2018 2. Platzierungsrunde Halbfinale | Erstes Länderspiel gegen Tamil Eelam                       |
| 31                  | 9. Juni 2018  | 6:01 | Chagos-Archipel              | *     | London (ENG), Bedfont Recreation Ground      | Freundschaftsspiel                                                   | Höchster Sieg Erstes Länderspiel gegen den Chagos-Archipel |
| 32                  | 8. Juli 2019  | 0:13 | Salomonen                    | *     | Apia (SAM), National Soccer Stadium          | Pazifikspiele 2019 Gruppenphase                                      |                                                            |
| 33                  | 10. Juli 2019 | 0:7  | Tahiti                       | *     | Apia (SAM), National Soccer Stadium          | Pazifikspiele 2019 Gruppenphase                                      |                                                            |
| 34                  | 12. Juli 2019 | 1:1  | Amerikanisch-Samoa           | *     | Apia (SAM), National Soccer Stadium          | Pazifikspiele 2019 Gruppenphase                                      |                                                            |
| 35                  | 15. Juli 2019 | 1:10 | Fidschi                      | *     | Apia (SAM), National Soccer Stadium          | Pazifikspiele 2019 Gruppenphase                                      |                                                            |
| 36                  | 18. Juli 2019 | 0:11 | Neukaledonien                | *     | Apia (SAM), National Soccer Stadium          | Pazifikspiele 2019 Gruppenphase                                      |                                                            |
| Stand: 15. 11. 2019 |               |      |                              |       |                                              |                                                                      |                                                            |

Legende
- Erg. = Ergebnis
- n. V. = nach Verlängerung
- i. E. = im Elfmeterschießen
- abg. = Spielabbruch
- H = Heimspiel
- A = Auswärtsspiel
- * = Spiel auf neutralem Platz
- Hintergrundfarbe grün = Sieg
- Hintergrundfarbe gelb = Unentschieden
- Hintergrundfarbe rot = Niederlage

## Weblink und Quelle
- Länderspielübersicht Tuvalus des RSSSF (englisch)